# Pere de Càller-Torres
Pere de Càler o Pietro Torchitorio III de Càller (... - mort el 1188) va ser Jutge de Càller de 1163 a 1188, fill de Gunnari I de Torres.
Des de l'inici del seu regnat, va haver d'enfrontar-se a la intervenció de Barisó II d'Arborea aliat dels genovesos que reclamaven el títol de jutge de Càller. De fet, el Judjat de Càller es troba lliurat a les ambicions rivals de dues faccions, una favorable als genovesos i l'altra fidel a Pisa. Pietro va haver de refugiar-se a Torres amb el seu germà Barisone II de Torres, el suport del qual va obtenir així com el de la República de Pisa. Des de 1164 va prendre el relleu de Càller.
Durant el seu regnat va haver d'enfrontar-se als nous intents de conquesta de Barisó II d'Arborea. Pietro de Càler decideix finalment abandonar l'aliança amb la República de Pisa i el 1168 conclou un acord amb els genovesos a qui atorga el monopoli del comerç al territori del seu Jutjat. Els pisans, preocupats per la seva hegemonia sobre Sardenya, van animar el seu cunyat pisà Orbert Obertenghi marquès de Massa, marit de Giorgia, la segona filla de Constantí Salusi III de Càller, a intervenir. El 1184 va tornar amb ajut genovès i va aconseguir el poder, però els genovesos van contraatacar i els van derrotar i fer presoner. Va ser empresonat i va morir a presó el 1188. El fill d'Orbert i Giorgia, Guillem de Massa es va proclamar jutge de Cagliari el 1190.
Va tenir dues filles que van morir a la infantesa i una altra filla que es va casar amb Eldici Visconti de Pisa. Fou proclamat jutge Obert de Massa i Còrsega, casat amb Jordina (la segona filla de Constantí Salusi III, que va morir l'any següent.